# Нечаев, Вячеслав Филиппович
Вячеслав Филиппович Нечаев (6 мая 1917, Ивановская область — 14 июля 1948) — командир эскадрильи 6-го отдельного гвардейского штурмового авиационного полка, гвардии капитан.

## Биография
Родился 6 мая 1917 года в деревне Березники ныне Ильинского района Ивановской области в семье крестьянина. Русский. Окончил 9 классов средней школы в селе Аньково. 

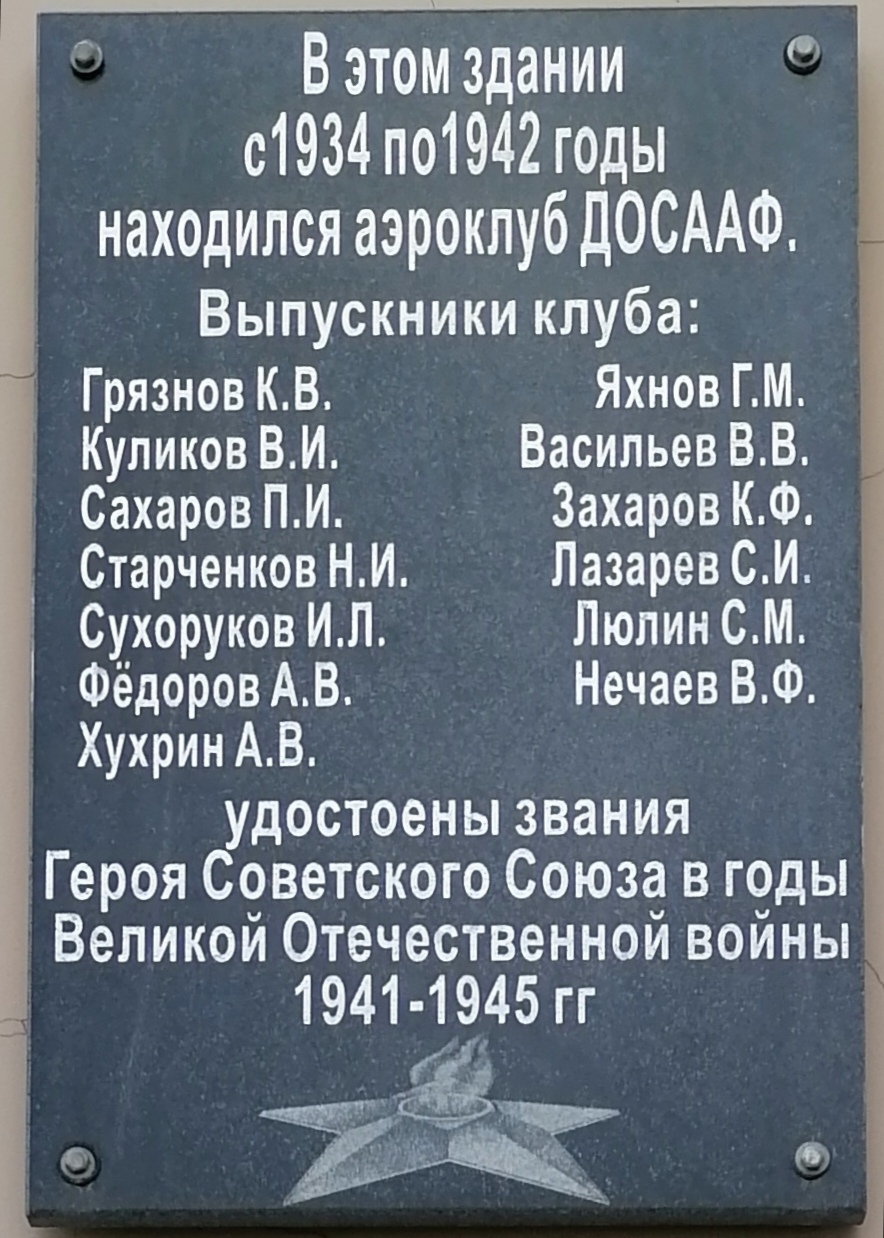
Мемориальная доска в Иванове, ул. Красной Армии, 3/5

В 1930 году уехал в Иваново, где работал его отец, поступил в школу фабрично-заводского ученичества при Сосневской фабрике. Работал столяром на мебельном комбинате и учился на вечернем рабфаке энергоинститута. Одновременно занимался в Ивановском аэроклубе.
В Красной Армии с 1938 года. В 1940 году окончил Оренбургское военное авиационное училище имени К. Е. Ворошилова. Уволен в запас и направлен инструктором в Ивановский аэроклуб. Здесь встретил начало Великой Отечественной войны.
К августу 1942 года лично подготовил 76 курсантов. В августе 1942 года был вновь призван в армию. В 34-м запасном авиационном полку прошел подготовку и освоил самолёт-штурмовик Ил-2.
На фронтах Великой Отечественной войны с марта 1943 года. Весь боевой путь прошел в составе 6-го гвардейского штурмового авиационного полка от летчика до командира эскадрильи. Воевал на Калининском, 1-м Прибалтийском и 3-м Белорусском фронтах. Член ВКП с 1944 года. Получил три ранения, два из них тяжелые. Участвовал в освобождении Белоруссии и Прибалтики.
К октябрю 1944 года гвардии капитан Нечаев совершил 112 боевых вылетов. Вёл разведку войск противника, штурмовыми ударами нанёс ему большие потери в живой силе и технике. Уничтожил 4 танков, 18 автомашин, 6 железнодорожных вагонов. Доставлял грузы белорусским партизанам. В боях был дважды ранен. Не раз летал ведущим группы штурмовиков. В период с мая по сентябрь 1944 года эскадрилья под его командованием произвела 477 успешных боевых вылетов.
Указом Президиума Верховного Совета СССР от 23 февраля 1945 года гвардии капитану Нечаеву Вячеславу Филипповичу присвоено звание Героя Советского Союза с вручением ордена Ленина и медали «Золотая Звезда».
Всего за годы войны летчик-штурмовик Нечаев провел 156 успешных боевых вылетов. К маю 1945 года эскадрилья под его командованием провела 1021 успешный боевой вылет, с боевыми потерями 5 пилотов и 11 самолётов. По качеству боевой подготовки держала первое место в полку.
В январе 1946 году гвардии капитан Нечаев уволен в запас по болезни. Жил в Иваново, работал инструктором аэроклуба. Контузии, полученные на фронте, подорвали здоровье, и 14 июля 1948 года Нечаев покончил жизнь самоубийством.
Награждён орденом Ленина, двумя орденами Красного Знамени, орденами Александра Невского, Красной Звезды, Отечественной войны 1-й степени, медалями.
Его имя увековечено на Аллее Героев в поселке Ильинское-Хованское и на мемориале у вечного огня в областном центре городе Иваново. В городе Иваново его имя увековечено на мемориальной доске выпускникам аэроклуба.